# Glykosurie
Glykosurie je přítomnost glukosy v moči. Běžně je způsobená neléčeným diabetem mellitem. Za normálních okolností však moč glukosu neobsahuje, protože nefrony ledvin jsou schopny efektivně čerpat glukosu z primární moče zpět do krve. Časným následkem výraznější glykosurie je dehydratace a ztráta Na+, jelikož nadbytek glukosy v luminech proximálních tubulů zvyšuje osmotický tlak, dlouhodobá glykosurie predisponuje k infekcím močových cest.

## Patofyziologie

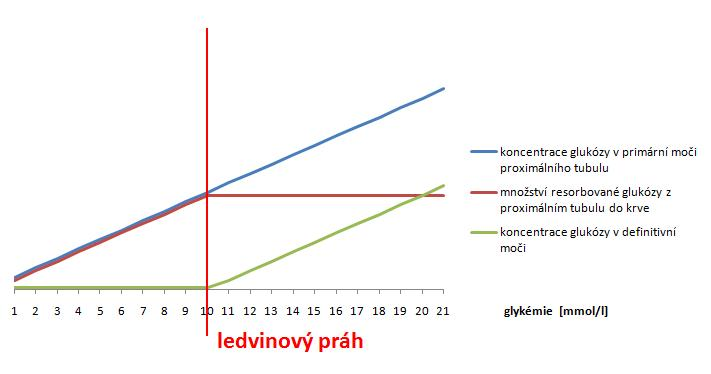
Vztah glykosurie a ledvinového prahu

V krvi, která protéká glomeruly ledvin, je mimo jiné rozpuštěna glukosa, jejíž koncentrace je určena glykemií. Za běžných okolností je glukóza s dalšími složkami krve profiltrována skrz stěnu glomerulu do močového prostoru ledvinového tělíska a vzniká tak primární moč. Ta se posouvá do proximálního tubulu, kde je glukosa zpětně resorbována do krve, která teče v kapilární síti obklopující proximální tubulus. Resorpce glukosy se děje symportem s Na+ společným přenašečem obsaženým v tubulární membráně, přičemž Na+ ionty jsou z buněk do lumina proximálního tubulu přečerpávány proti koncentračnímu spádu díky Na+-K+ – ATPáze . Buňky dalších částí nefronu, kterým primární moč prochází, nejsou vůbec schopny zpětné resorpce glukosy (jedná se o Henleovu kličku, distální tubulus a sběrací kanálky). Z výše řečeného plyne, že pokud se glukosa v primární moči dostane až do Henleovy kličky, objeví se následně i v moči. K tomuto dochází jen v případě, když glykemie přesáhne resorpční schopnost buněk proximálního tubulu neboli ledvinový práh pro glukosu. Hodnota glykemie, při níž tato situace nastane, je vyšší jak 9-10 mmol/l  (u každého člověka je tato hodnota individuální). Následkem překročení ledvinového prahu Na+-K+ – ATPáza "nestíhá" přečerpávat Na+ nutné pro symport s glukosou a dochází ke glykosurii, jenž může být detekována Benediktovým činidem, nebo diagnostickými proužky DiaPhan.

## Typy

### Renální glykosurie
je způsobená porušenou funkcí transportního aparátu zabezpečující zpětnou resorpci glukosy z proximálního tubulu do buněk. U této poruchy dochází ke glykosurii i při fyziologických hodnotách glykemie (3,9 – 6,7 mmol/l).

### Alimentární glykosurie
je způsobena požitím jídla s vysokým obsahem sacharidů. Může být indikátorem mírné formy diabetu II. typu.